# Nathan Horton
Pour les articles homonymes, voir Horton.
Nathan Horton (né le 29 mai 1985 à Welland en Ontario au Canada) est un joueur professionnel canadien de hockey sur glace.

## Carrière
Nathan Horton commence sa carrière junior avec les Generals d'Oshawa de la Ligue de hockey de l'Ontario en saison 2001-2002. Lors du repêchage d'entrée dans la Ligue nationale de hockey de 2003, les Panthers de la Floride en font leur premier choix, le troisième joueur au total après Marc-André Fleury et Eric Staal. Il commence sa carrière professionnelle lors de la saison 2003-2004 alors qu'il joue avec les Panthers une cinquantaine de rencontres. L'année suivante, Horton rejoint le Rampage de San Antonio de la Ligue américaine de hockey en raison du lock-out qui annule la saison 2004-2005 dans la LNH.
Le 22 juin 2010, Horton est échangé aux Bruins de Boston avec son coéquipier Gregory Campbell en retour de Dennis Wideman, d'un choix de première ronde des Bruins (15e au total en 2010) ainsi que d'un choix en 2011. Horton participe lors de la saison suivante à la conquête de la Coupe Stanley par les Bruins de Boston
Il remporte la Coupe Stanley avec les Bruins de Boston de la Ligue nationale de hockey lors de la saison 2010-2011.
Le 5 juillet 2013, Horton signe un contrat de 7 ans pour 37,1 millions de dollars avec les Blue Jackets de Columbus. En février 2015, et après n'avoir joué que 35 match lors de la saison 2013-2014, il est échangé aux Maple Leafs de Toronto contre David Clarkson.

## Statistiques
| Saison     | Équipe                   | Ligue      |     | Saison régulière | Saison régulière | Saison régulière | Saison régulière | Saison régulière |    | Séries éliminatoires | Séries éliminatoires | Séries éliminatoires | Séries éliminatoires | Séries éliminatoires |
| Saison     | Équipe                   | Ligue      | PJ  | B                | A                | Pts              | Pun              | PJ               | B  | A                    | Pts                  | Pun                  |                      |                      |
| 2001-2002  | Generals d'Oshawa        | LHO        | 64  | 31               | 36               | 67               | 84               | 5                | 1  | 2                    | 3                    | 10                   |                      |                      |
| 2002-2003  | Generals d'Oshawa        | LHO        | 54  | 33               | 35               | 68               | 111              | 13               | 9  | 6                    | 15                   | 10                   |                      |                      |
| 2003-2004  | Panthers de la Floride   | LNH        | 55  | 14               | 8                | 22               | 57               | -                | -  | -                    | -                    | -                    |                      |                      |
| 2004-2005  | Rampage de San Antonio   | LAH        | 21  | 5                | 4                | 9                | 21               | -                | -  | -                    | -                    | -                    |                      |                      |
| 2005-2006  | Panthers de la Floride   | LNH        | 71  | 28               | 19               | 47               | 89               | -                | -  | -                    | -                    | -                    |                      |                      |
| 2006-2007  | Panthers de la Floride   | LNH        | 82  | 31               | 31               | 62               | 61               | -                | -  | -                    | -                    | -                    |                      |                      |
| 2007-2008  | Panthers de la Floride   | LNH        | 82  | 27               | 35               | 62               | 85               | -                | -  | -                    | -                    | -                    |                      |                      |
| 2008-2009  | Panthers de la Floride   | LNH        | 67  | 22               | 23               | 45               | 48               | -                | -  | -                    | -                    | -                    |                      |                      |
| 2009-2010  | Panthers de la Floride   | LNH        | 65  | 20               | 37               | 57               | 42               | -                | -  | -                    | -                    | -                    |                      |                      |
| 2010-2011  | Bruins de Boston         | LNH        | 80  | 26               | 27               | 53               | 85               | 21               | 8  | 9                    | 17                   | 35                   |                      |                      |
| 2011-2012  | Bruins de Boston         | LNH        | 46  | 17               | 15               | 32               | 54               | -                | -  | -                    | -                    | -                    |                      |                      |
| 2012-2013  | Bruins de Boston         | LNH        | 43  | 13               | 9                | 22               | 22               | 22               | 7  | 12                   | 19                   | 14                   |                      |                      |
| 2013-2014  | Blue Jackets de Columbus | LNH        | 35  | 4                | 14               | 18               | 24               | -                | -  | -                    | -                    | -                    |                      |                      |
| Totaux LNH | Totaux LNH               | Totaux LNH | 626 | 202              | 218              | 420              | 567              | 43               | 15 | 21                   | 36                   | 49                   |                      |                      |

## Trophées et honneurs personnels
- 2010-2011 : remporte la Coupe Stanley avec les Bruins de Boston